# Contes d'adolescence
Contes d'adolescence (思春期未満お断り, Shishinki minan okotowari) est un shôjo manga de Yū Watase publié en 1991, édité en français en 2006 par la collection Shojo Manga de Glénat. Il s'agit de la première œuvre de l'auteure.
Entre 1991 et 1994, l'auteure publie le second cycle, Zoku Shishunki Miman Okotowari, reprenant la suite directe de l'histoire. 
Une troisième histoire, Shishunki Miman Okotowari Kanketsuhen, est publiée en 1998.  
Un tome unique sort officiellement le 20 juillet 2000 aux éditions Shōgakukan, dans la collection flower comics.

## Synopsis
Asuka Higuchi, récemment orpheline de mère, décide de partir à la recherche de son père pour qu'il la reconnaisse comme sa fille. Finalement, Asuka s'installe dans la maison où habitent ses demi frères, qui n'ont jamais connu leur père non plus. Les liens entre les différents personnages sont confus et entrainent différents quiproquos et réactions inattendues.

## Personnages
Asuka Higuchi
Jeune fille venue de Hokkaidō pour chercher son père. Elle a d'excellentes aptitudes physiques et fait partie du club de gymnastique.
Manato Sudô
Membre du club de karaté, il déborde d'énergie et est un peu vulgaire. Il apprend qu'Asuka n'était pas sa sœur biologique. Il peut donc vivre son amour pour elle au grand jour.
Kazusa Sudô
Petite sœur d'Asuka et de Manato. Elle est amoureuse de son frère aîné.
Tôru Hayami
Voyou imprévisible au grand cœur.
Yôko Kamiya
Fille d'une famille riche. Elle est plutôt égocentrique et considère Asuka comme sa rivale.
Professeur Yashiro
Son véritable nom est Takashi Sudô. Il est le vrai père d'Asuka et de Kazusa, et le père adoptif de Manato.